# 葛城王 (敏達天皇の子)
葛城王（かずらきのみこ、生没年不明）は、飛鳥時代の皇族。敏達天皇と推古天皇の子。『古事記』に沼名倉太玉敷命（敏達）と豊御食御炊屋比売命（推古）の子として、同母の兄弟静貝王、竹田王、小治田王の次、宇毛理王、小張王、多米王、桜井玄王の前に記される。他の兄弟は『日本書紀』にも記載されているが、葛城王は『古事記』にしかない。